# Клостер (Північний Брабант)
Клостер (нід. Klooster) — селище в нідерландській провінції Північний Брабант. Входить до муніципалітету Алфен-Хам.